# Мамыралиев, Суйунтбек Авуакирович
Суйунтбек Авуакирович Мамыралиев (кирг. Сүйүнтбек Мамыралиев; род. 7 января 1998, Бишкек) — киргизский футболист, полузащитник клуба «Дордой» и сборной Кыргызстана.

## Клубная карьера
Воспитанник клуба «Дордой», где занимался с 2011 по 2014 годы. В 2014 году присоединился к нарынскому клубу «Ала-Тоо», выступающем в чемпионате Кыргызстана. В следующем сезоне перешёл в «Дордой», в составе которого стал чемпионом Кыргызстана 2018 года. После этого выступал за «Илбирс», «Алгу» и «Алай». Вместе с «Алгой» завоёвывал серебряные медали чемпионата Кыргызстана 2020 года, а в составе «Алая» дебютировал в Кубке АФК. В 2022 году вернулся в «Дордой».

## Карьера в сборной
Привлекался к играм за юношескую сборную Кыргызстана до 19 лет. В 2017 году вызывался в стан олимпийской сборной Кыргызстана. Дебют в составе национальной сборной Кыргызстана состоялся при главном тренере Александре Крестинине и пришёлся на товарищескую игру, состоявшеюся 25 марта 2023 года против Мьянмы (1:1).

## Достижения
- Чемпион Кыргызстана: 2018
- Серебряный призёр чемпионата Кыргызстана: 2020
- Обладатель Суперкубка Кыргызстана: 2022